# لويس دياز (لاعب كرة قاعدة)
لويس دياز هو لاعب كرة قاعدة كوبي، ولد في 1971، وتوفي في 27 فبراير 2014.

## وصلات خارجية
- لويس دياز على موقعبيزبول رفرنس.كوم (الدوري الثانوي) (الإنجليزية)